# Porucznik
Porucznik (por.) – oficerski stopień wojskowy występujący w większości armii świata. W Wojsku Polskim zaliczany jest do korpusu oficerów młodszych. Niższym stopniem jest podporucznik, a wyższym kapitan. Polski oficer w stopniu porucznika na naramiennikach nosi trzy gwiazdki.
Obecnie w WP zawodowi oficerowie posiadający stopień porucznika głównie pełnią służbę na stanowiskach szefów i oficerów sekcji sztabów batalionów/dywizjonów oraz zastępców dowódców kompanii/baterii. Są to stanowiska, które przygotowują do objęcia stanowiska dowódcy kompanii/baterii (przewidziane dla kapitanów).
W XVI wieku był zastępcą hetmana w dowodzeniu całym wojskiem, jego częścią lub częścią szyku. W końcu XVI wieku zastępca dowódcy roty. W drugiej połowie XVII wieku dowódca chorągwi, a dowódcy chorągwi pułkownikowskich byli faktycznymi dowódcami pułków często tytułowanymi pułkownikami.
Stopień porucznika występuje również w Straży Granicznej, Służbie Więziennej, Służbie Ochrony Państwa, Agencji Wywiadu, Służbie Wywiadu Wojskowego, Służbie Kontrwywiadu Wojskowego oraz Agencji Bezpieczeństwa Wewnętrznego. Odpowiednikiem tego stopnia w policji jest komisarz, w Państwowej Straży Pożarnej kapitan, a w Służbie Celno-Skarbowej komisarz.

## Etymologia
„Porucznik” wywodzi się z występującego w staropolszczyźnie czasownika „poruczyć”, czyli ‘oddać w czyje ręce z zaufaniem, powierzyć’, który z kolei wywodzi się od słowa „ręka”. Pierwotnie słowo „porucznik” miało znaczenie bardziej ogólne: ‘ten, któremu co poruczono, pełnomocnik, posłannik, zastępca’.

## Oznaczenia
Oznaczenie stopnia na czapce garnizonowej lub rogatywce składa się z wąskiego galonu umieszczonego na całej długości łuku daszka oraz z trzech gwiazdek umieszczonych na środku otoku. Na berecie i furażerce oznaka stopnia składa się z jednej belki i trzech gwiazdek. Natomiast na naramiennikach znajdują się trzy gwiazdki (bez belki). W Wojsku Polskim II Rzeczypospolitej, Polskich Siłach Zbrojnych na Zachodzie oraz w Ludowym Wojsku Polskim do 1952 roku stopień ten był opisywany dwiema gwiazdkami.
Zgodnie z przepisami ubiorczymi żołnierzy Wojska Polskiego z 1972 roku porucznik nosił trzy gwiazdki umieszczone na środku taśmy otokowej w linii równoległej do krawędzi taśmy; odległość między ramionami gwiazdek wynosiła 2 mm. Na daszku czapki garnizonowej – jeden galon szerokości 6 mm, naszyty w odległości 6 mm od krawędzi daszka na całej długości jego łuku.
Na beretach i furażerkach – jeden pasek na lewej stronie beretu (furażerki) długości 3 cm szerokości 5 mm, umieszczony pod kątem 45° w stosunku do dolnej krawędzi beretu (furażerki) oraz trzy gwiazdki rozmieszczone w linii prostej nad środkiem paska – prostopadle do jego położenia. Pierwszą gwiazdkę umieszczano w odległości 5 mm od paska do podstawy jej ramion, drugą gwiazdkę i następną – w odległości 5 mm od wierzchołka ramienia pierwszej gwiazdki do kąta wklęsłego ramion drugiej gwiazdki.
Na naramiennikach trzy gwiazdki umieszczone wzdłuż linii prostej biegnącej przez środek naramiennika: pierwsza umieszczona w odległości 1,2 cm od wszycia rękawa, druga w odległości 5 mm od wierzchołka ramienia pierwszej gwiazdki do kąta wklęsłego między dwoma ramionami drugiej gwiazdki, trzecia podobnie jak druga.
W myśl Przepisu Ubioru Polowego Wojsk Polskich r. 1919: na środku naramiennika wzdłuż dwie gwiazdki haftowane oksydowanymi nićmi lub wytłaczane pięciopromienne, o ostrych promieniach.
Na czapce na szwach wierzchu pojedynczy srebrny, oksydowany, płaski, szerokości 5 mm, sznurek. Na górnej krawędzi otoku dokoła, jeden takiż sznurek. Z przodu otoku dwie gwiazdki.
W Wojsku Polskim Królestwa Kongresowego oznaką stopnia były szlify gładkie bez frędzli z 1 paskiem, a od 1827 roku 2 gwiazdki. Na srebrnych epoletach gwiazdki złote, a na złotych gwiazdki srebrne.
W Armii Księstwa Warszawskiego oznaką stopnia były epolet z frędzlami na lewym ramieniu, a na prawym ramieniu kontrepolet (naramiennik bez frędzli). Na taśmie jedwabny pręcik karmazynowy. Naramienniki jazdy posiadały taśmy w karpią łuskę.
W Wojsku polskim w okresie Sejmu Wielkiego i w wojsku Kościuszki oznaką stopnia były 3 gwiazdki.

## Stopnie porucznika w innych krajach
- Afganistan: Lomri Baridman
- Albania: Toger
- Angola: Primeiro Tenente
- Argentyna: Teniente Primero (Wojska Lądowe); Primer Teniente (Lotnictwo)
- Austria: Oberleutnant
- Białoruś: Cтаршы лейтэнант (transkryp. starszy lejtenant[7])
- Belgia: Lieutenant
- Bhutan: Deda Gom
- Bośnia i Hercegowina: Poručnik
- Brazylia: Primeiro Tenente
- Bułgaria: Cтарши Лейтенант (transkryp. starszi lejtenant[8])
- Kambodża: Ak-no-say-ney-tor
- Republika Zielonego Przylądka: Primeiro Tenente
- Chińska Republika Ludowa: Zhōngwèi
- Cesarstwo Chińskie (Dynastia Qing): (Fù jūn xiào)
- Chorwacja: Natporučnik
- Kuba: Primer Teniente
- Cypr: Ypolokhagos (Wojska Lądowe); Yposminagos (Lotnictwo)
- Czechy: Nadporučík
- Dania: Premierløjtnant
- Dominikana: Primer Teniente
- Estonia: Leitnant
- Finlandia: Luutnantti
- Gruzja: უფროსი ლეიტენანტი (Up’rosi Leytenanti)
- Grecja: Ypolokhagos (Wojska Lądowe); Yposminagos (Lotnictwo)
- Węgry: Főhadnagy
- Indonezja: Letnant Satu
- Iran: ستوان یكم (Setvan Yekom)
- Irlandia: Lieutenant (angielskojęzyczne); Lefteanant (irlandzkojęzyczne)
- Izrael: סגן (Segen)
- Japonia: Nitō Rikui
- Kazachstan: Cтарший Лейтенант (transkryp. starszyj lejtenant[potrzebny przypis])
- Północna Korea i Południowa Korea: 중위 (Jungwi)
- Laos: Roithõäkäd[potrzebny przypis]
- Łotwa: Virsleitnants
- Luksemburg: Premier Lieutenant
- Malezja: Leftenan
- Nepal: Upa-Senani
- Macedonia: Поручник (transkryp. porucznik[9])
- Mongolia: Ахлах дэслэгч (Ahlah deslegcz)
- Mozambik: Tenente
- Holandia: Eerste Luitenant
- Nikaragua, Paragwaj i Urugwaj: Teniente Primero
- Norwegia: Løytnant
- Pakistan: Lieutenant
- Portugalia: Tenente
- Rumunia: Locotenent
- Rosja: Cтарший Лейтенант (starszyj lejtienant[10], skrótowo – starlej)
- Serbia: Поручник (transkryp. porucznik[11])
- Słowacja: Nadporučík
- Słowenia: Nadporočnik
- Szwecja: Löjtnant
- Szwajcaria: Oberleutnant (niemieckojęzyczne); Premier Lieutenant (francuskojęzyczne); Primotenente (włoskojęzyczne)
- Tajwan: Chungwei
- Tajlandia: Roi Tho
- Turcja: Üsteğmen
- Ukraina: Cтарший лейтенант (transkryp. starszyj łejtenant[12], поручник (porucznyk)
- USA: First Lieutenant
- Uzbekistan: Katta Leytenant
- Wietnam: Trung úy
- Jugosławia: Поручник (porucznik[11])